# Trofeo NHK 2016
El Trofeo NHK 2016 fue la sexta competición del Grand Prix de patinaje artístico sobre hielo de la temporada 2016-2017. Tuvo lugar en Nagano, Japón, entre el 25 y el 27 de noviembre de 2016. Organizada por la federación de patinaje sobre hielo de Japón, la competición sirvió de clasificatorio para la final del Grand Prix.

## Resultados

### Patinaje individual masculino
| Clasificación | Nombre           | País           | Total  | Programa corto | Programa corto | Programa libre | Programa libre |
| ------------- | ---------------- | -------------- | ------ | -------------- | -------------- | -------------- | -------------- |
| 1             | Yuzuru Hanyu     | Japón          | 301,47 | 1              | 103,89         | 1              | 197,58         |
| 2             | Nathan Chen      | Estados Unidos | 268,91 | 2              | 87,94          | 2              | 180,97         |
| 3             | Keiji Tanaka     | Japón          | 248,44 | 3              | 80,49          | 3              | 167,95         |
| 4             | Oleksii Bychenko | Israel         | 229,87 | 7              | 75,13          | 4              | 154,74         |
| 5             | Mijáil Kolyada   | Rusia          | 225,69 | 4              | 78,18          | 6              | 147,51         |
| 6             | Deniss Vasiļjevs | Letonia        | 223,73 | 10             | 70,50          | 5              | 153,23         |
| 7             | Jason Brown      | Estados Unidos | 218,47 | 8              | 74,33          | 7              | 144,14         |
| 8             | Nam Nguyen       | Canadá         | 212,43 | 6              | 75,33          | 8              | 137,10         |
| 9             | Ryuju Hino       | Japón          | 207,15 | 9              | 72,50          | 9              | 134,65         |
| 10            | Elladj Baldé     | Canadá         | 195,32 | 5              | 76,29          | 11             | 119,03         |
| 11            | Grant Hochstein  | Estados Unidos | 191,40 | 11             | 68,31          | 10             | 123,09         |

### Patinaje individual femenino
| Clasificación | Nombre                | País           | Total  | Programa corto | Programa corto | Programa libre | Programa libre |
| ------------- | --------------------- | -------------- | ------ | -------------- | -------------- | -------------- | -------------- |
| 1             | Anna Pogorílaya       | Rusia          | 210,86 | 1              | 71,56          | 1              | 139,30         |
| 2             | Satoko Miyahara       | Japón          | 198,00 | 3              | 64,20          | 2              | 133,80         |
| 3             | Mariya Sotskova       | Rusia          | 195,88 | 2              | 69,96          | 3              | 125,92         |
| 4             | Wakaba Higuchi        | Japón          | 185,39 | 5              | 62,58          | 4              | 122,81         |
| 5             | Mirai Nagasu          | Estados Unidos | 180,33 | 4              | 63,49          | 8              | 116,84         |
| 6             | Karen Chen            | Estados Unidos | 178,45 | 7              | 58,76          | 5              | 119,69         |
| 7             | Yura Matsuda          | Japón          | 178,26 | 6              | 60,98          | 7              | 117,28         |
| 8             | Elizabet Tursynbayeva | Kazajistán     | 175,11 | 9              | 55,66          | 6              | 119,45         |
| 9             | Choi Da-bin           | Corea del Sur  | 165,63 | 11             | 51,06          | 9              | 114,57         |
| 10            | Alaine Chartrand      | Canadá         | 160,22 | 8              | 58,72          | 11             | 101,50         |
| 11            | Nicole Rajičová       | Eslovaquia     | 159,70 | 10             | 53,43          | 10             | 106,27         |

### Patinaje en pareja
| Clasificación | Nombre                               | País           | Total  | Programa corto | Programa corto | Programa libre | Programa libre |
| ------------- | ------------------------------------ | -------------- | ------ | -------------- | -------------- | -------------- | -------------- |
| 1             | Meagan Duhamel / Eric Radford        | Canadá         | 204.56 | 2              | 72.95          | 1              | 131.61         |
| 2             | Peng Cheng / Jin Yang                | China          | 196.87 | 1              | 73.33          | 2              | 123.54         |
| 3             | Wang Xuehan / Wang Lei               | China          | 185.32 | 3              | 65.66          | 3              | 119.66         |
| 4             | Tarah Kayne / Daniel O'Shea          | Estados Unidos | 172.20 | 5              | 57.02          | 4              | 115.18         |
| 5             | Mari Vartmann / Ruben Blommaert      | Alemania       | 170.70 | 4              | 61.23          | 6              | 109.47         |
| 6             | Miriam Ziegler / Severin Kiefer      | Austria        | 161.91 | 7              | 52.19          | 5              | 109.72         |
| 7             | Sumire Suto / Francis Boudreau-Audet | Japón          | 161.85 | 6              | 52.65          | 7              | 109.20         |

### Danza sobre hielo
| Clasificación | Nombre                                  | País           | Total  | Danza corta | Danza corta | Danza libre | Danza libre |
| ------------- | --------------------------------------- | -------------- | ------ | ----------- | ----------- | ----------- | ----------- |
| 1             | Tessa Virtue / Scott Moir               | Canadá         | 195.84 | 1           | 79.47       | 1           | 116.37      |
| 2             | Gabriella Papadakis / Guillaume Cizeron | Francia        | 186.66 | 2           | 75.60       | 2           | 111.06      |
| 3             | Anna Cappellini / Luca Lanotte          | Italia         | 180.42 | 3           | 72.00       | 3           | 108.42      |
| 4             | Kaitlin Hawayek / Jean-Luc Baker        | Estados Unidos | 169.75 | 5           | 65.41       | 4           | 104.34      |
| 5             | Victóriya Sinitsina / Nikita Katsalapov | Rusia          | 169.62 | 4           | 68.85       | 5           | 100.77      |
| 6             | Marie-Jade Lauriault / Romain Le Gac    | Francia        | 149.99 | 7           | 58.21       | 6           | 91.78       |
| 7             | Natalia Kaliszek / Maksym Spodyriev     | Polonia        | 147.93 | 6           | 59.92       | 7           | 88.01       |
| 8             | Anastasia Cannuscio / Colin McManus     | Estados Unidos | 139.47 | 8           | 52.66       | 8           | 86.81       |
| 9             | Emi Hirai / Marien de la Asunción       | Japón          | 120.35 | 9           | 49.37       | 9           | 70.98       |
| Abandonaron   | Kana Muramoto / Chris Reed              | Japón          |        |             |             |             |             |